# José Francisco Montes Fonseca
José Francisco Montes Fonseca, né en 1830 à Comayagua et mort en 1888 dans la même ville, est un homme politique hondurien. Il est président du Honduras à deux reprises, du 11 janvier au 5 février 1862 et du 4 décembre 1862 au 21 juin 1863.